# Arquitectura de Bogotá
La arquitectura de Bogotá incluye el desarrollo y la expresión de los estilos arquitectónicos y urbanísticos mundiales en la ciudad de Bogotá, la capital de Colombia, así como las técnicas y estilos desarrollados en esa ciudad y adoptados en otras latitudes.

## Historia
El 6 de agosto de 1538, Gonzalo Jiménez de Quesada realizó una ceremonia fundó la ciudad española en la plaza de las Yerbas, a orillas del río San Francisco, en el actual parque Santander. Sin embargo, la "fundación jurídica" se realizó el 27 de abril de 1539 junto con Nicolás Federmann y Sebastián de Belalcázar en la actual plaza de Bolívar, donde se designaron los lugares para la iglesia principal, la casa de gobierno, la cárcel, y se fijaron los solares para los primeros vecinos.
En 1550  se fundaron las iglesias de Santo Domingo y de San Francisco, y en 1554 la de Veracruz. Estas se ubican en el actual parque de Santander, antigua plaza de las Yerbas, donde además se realizaron las primeras construcciones residenciales para los personajes distinguidos, entre ellos el fundador Jiménez de Quesada. El convento de Santo Domingo tuvo una corta permanencia en dicha plaza, pero en 1557 se trasladó a la calle Real (actual carrera Séptima), entre las calles Doce y Trece y las carreras Séptima y Octava. Las obras de este convento, que era enorme, se terminaron biene entrado el siglo XVIIx.
A mediados de 1578 se desarrolló el sector de San Victorino, al oeste de la ciudad, por donde se llagaba del puerto fluvial de Honda, por donde subía el comercio exterior y los viajeros que venían de otros países. En 1583 se inició la edificación de la iglesia de La Concepción, que se terminó en 1595.
La Candelaria se conoció como el oriente de Bogotá, pues la zona sólo se expandió hacia el norte, el sur y el occidente creando las zonas reconocidas como Plaza de las hierbas, Las Cruces y San Victorino, correspondientemente. Son estos primeros cuatro lugares conocidos como las sedes de los poderes eclesiásticos y gubernamentales. Durante la década de los setenta, ante el constante crecimiento de la ciudad, se declaró a la Candelaria como patrimonio arquitectónico. En 1974 se le reconoció como Alcaldía Menor y en 1991, como una de las 20 localidades del distrito